# Gymnastes (Paragymnastes) demeijerei
Gymnastes (Paragymnastes) demeijerei is een tweevleugelige uit de familie steltmuggen (Limoniidae). De soort komt voor in het Oriëntaals gebied.